# Karl Bickel
Pour les articles homonymes, voir Bickell.
Ne doit pas être confondu avec de:Karl Bickel.
Karl August Bickel, né le 20 janvier 1881 à Geneseo, dans l'Illinois et mort le 11 décembre 1972  à Sarasota, en Floride, est un journaliste américain qui fut successivement directeur puis président, de 1923 à 1935, de l'United Press, la seconde agence de presse américaine.

## Biographie
Sous la présidence de Karl Bickel, United Press réussit une percée en Europe et profita du développement de la radio. Son analyse était que les journaux devaient devenir propriétaires de chaines de radio, car celles-ci, sans leur apport n'étaient que des choses "futiles". En 1933, il a menacé les stations de radio de leur interdire de diffuser ses nouvelles si elles ne se pliaient pas à certaines règles. Son successeur à la présidence du groupe fut Hugh Baillie, journaliste spécialiste des enquêtes criminelles.
Karl Bickel connaissait personnellement bien le président américain Franklin Delano Roosevelt. Il prit sa retraite en Floride, où il devint l'un des défenseurs des coutumes ancestrales de la région, dont il écrivit une histoire, dans le livre "The Mangrove Coast", en devenant président de la Société historique de Floride. Il est décédé à l'âge de 90 ans en Floride.